# Foncteur essentiellement surjectif
En théorie des catégories, un foncteur est dit essentiellement surjectif si chaque objet de la catégorie d'arrivée est isomorphe à un objet image du foncteur.

## Définition formelle
Soient C et D deux catégories. Un foncteur F : C → D est dit essentiellement surjectif si pour tout objet Y de D, il existe un objet X de C tel que {\displaystyle F(X)\cong Y}, c'est-à-dire qu'il existe dans {\displaystyle \mathrm {Hom} _{\mathcal {D}}(F(X),Y)} un isomorphisme.

## Propriétés
L'une des seules utilités pour un foncteur d'être essentiellement surjectif, est que s'il est aussi pleinement fidèle, il définit alors une équivalence de catégories.

## Exemples
- Le foncteur d'abélianisation Ab : Grp → Ab, de la catégorie des groupes vers celle des groupes abéliens, est essentiellement surjectif, car tout groupe abélien est isomorphe à l'abélianisé de son groupe sous-jacent.
- Lorsque la classe fonctionnelle d'objets associée est surjective, le foncteur est trivialement essentiellement surjectif.
- Lorsque tous les objets de la catégorie d'arrivée sont isomorphes entre eux, le foncteur est aussi trivialement essentiellement surjectif.